# Ludwig von Köchel
Ludwig Alois Ferdinand Ritter von Köchel (Stein (Krems an der Donau), 14 januari 1800 - Wenen, 3 juni 1877) was een Oostenrijks musicoloog.

## Biografie
Ludwig von Köchel werd geboren op 14 januari 1800 te Stein, een plaatsje aan de Donau in de buurt van Krems. Hij promoveerde in de rechten aan de universiteit van Wenen en werd in 1827 de privéleraar van de zonen van aartshertog Karel van Oostenrijk. Van 1850 tot 1852 was hij schoolinspecteur te Salzburg voor hij uiteindelijk naar Wenen terugkeerde. Als beloning voor zijn diensten als privéleraar van Karels zonen werd hij geridderd en mocht hij ‘Ritter von’ aan zijn naam toevoegen. Hij kreeg tevens een ruim pensioen dat hem in staat stelde zich geheel te wijden aan wetenschappelijk onderzoek. Aanvankelijk specialiseerde hij zich in de plantkunde, geologie en mineralogie en publiceerde een aantal botanische studies die door vakgenoten enthousiast ontvangen werden. Zijn faam berust echter geheel op zijn musicologische activiteiten. Hij stierf te Wenen op 3 juni 1877.

## Köchelcatalogus
Köchels naam is voor altijd verbonden aan de catalogus die hij opstelde met het werk van Wolfgang Amadeus Mozart. In 1862 was zijn monumentale Chronologisch-thematisches Verzeichniss sämmtlicher Tonwerke Wolfgang Amade Mozart's gereed. Deze publicatie werd spoedig bekend onder de handzamere benaming Köchel-Verzeichnis, afgekort als KV. Köchels systeem wordt nog altijd gebruikt, weliswaar met een aantal wijzigingen.

## Trivia
- Köchel heeft ook het werk gecatalogiseerd van de componist Johann Joseph Fux.